# Carex muehlenbergii
Carex muehlenbergii är en halvgräsart som beskrevs av Carl Ludwig von Willdenow. Carex muehlenbergii ingår i släktet starrar, och familjen halvgräs.

## Underarter
Arten delas in i följande underarter:
- C. m. enervis
- C. m. muehlenbergii
- C. m. xalapensis